# Voxan
Voxan is een historisch Frans merk van motorfietsen.
Voxan Motos werd opgericht in Issoire (Puy-de-Dôme) door de voormalige coureurs Alain Chevallier en Marc Fontan en ontwerper Sacha Lakic met financiële steun van Jacques Gardette. Voxan presenteerde in 1997 drie prototypes van 1000 cc V-twins. De motorblokken werden zelf ontworpen, maar geproduceerd bij het bedrijf Sodemo, dat ook de racemotoren voor Renault maakt.
Hoewel er een aantal financiële problemen ontstonden kwamen de machines in 1998 in productie en werden vrij goed ontvangen. Toch waren de problemen nog niet over, maar in 2002 leek men steun te krijgen van Merker Yshima, een fabrikant van truckcarrosserieën en semi-opleggers. Toen bekend werd dat de directeur daarvan verschillende veroordelingen wegens fraude op zijn naam had ging dit niet door. 
Uiteindelijk werd Guy Couach, een motorjachtenbouwer, als investeerder gevonden, maar begin 2003 kwam het nieuws dat het merk gekocht was door zakenman Didier Cazeaux. Eind 2003 verschenen er zelfs prototypes van twee nieuwe modellen. Toch verdween het merk intussen van de Nederlandse markt, maar in 2005 was er toch weer sprake van een comeback. Van de 165 personeelsleden waren er in 2005 nog 30 over. 
De grote concurrentie met zware V-twin motoren (bijvoorbeeld van Ducati, Moto Morini en Aprilia) bleek echter een niet te nemen hindernis en begin 2010 werd het faillissement van Voxan uitgesproken. Het automerk Venturi nam de merknaam een aantal productiemallen over en was van plan om vanaf 2012 nieuwe Voxan-modellen te gaan produceren, die zouden worden aangedreven door elektrische motoren.